# Isachne borii
Isachne borii là một loài thực vật có hoa trong họ Hòa thảo. Loài này được Hemadri mô tả khoa học đầu tiên năm 1971.